# Saint-Georges-de-Gréhaigne
Pour les articles homonymes, voir Saint-Georges, Saint Georges (homonymie) et Georges.
Saint-Georges-de-Gréhaigne est une commune française du département d'Ille-et-Vilaine et de la région Bretagne, située au bord de la Manche et  peuplée de 377 habitants.

## Géographie

### Communes limitrophes
|                  |                            | Beauvoir (Manche)  |
| Roz-sur-Couesnon | Saint-Georges-de-Gréhaigne | Pontorson (Manche) |
| Sains            | Pleine-Fougères            |                    |

### Hydrographie
Pour un article plus général, voir Réseau hydrographique d'Ille-et-Vilaine.
La commune est située dans le bassin Loire-Bretagne. Elle n'est drainée par aucun cours d'eau,.

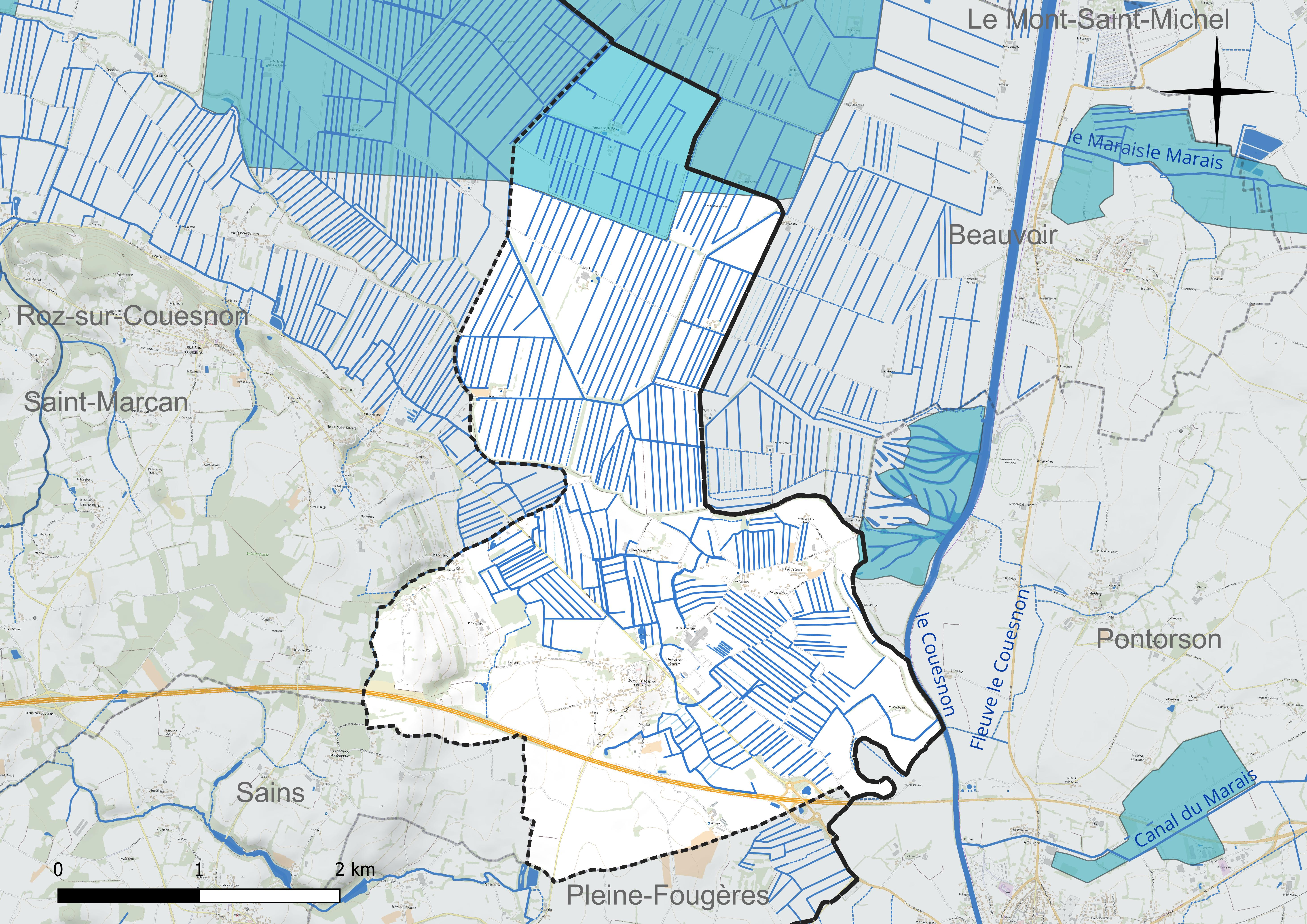
Réseau hydrographique de Saint-Georges-de-Gréhaigne.

### Climat
Pour des articles plus généraux, voir Climat de la Bretagne et Climat d'Ille-et-Vilaine.
En 2010, le climat de la commune est de type climat océanique franc, selon une étude du CNRS s'appuyant sur une série de données couvrant la période 1971-2000. En 2020, Météo-France publie une typologie des climats de la France métropolitaine dans laquelle la commune est exposée à un climat océanique et est dans la région climatique  Bretagne orientale et méridionale, Pays nantais, Vendée, caractérisée par une faible pluviométrie en été et une bonne insolation. Parallèlement l'observatoire de l'environnement en Bretagne publie en 2020 un zonage climatique de la région Bretagne, s'appuyant sur des données de Météo-France de 2009. La commune est, selon ce zonage, dans la zone « Intérieur  », exposée à un climat médian, à dominante océanique.  
Pour la période 1971-2000, la température annuelle moyenne est de 11,5 °C, avec une amplitude thermique annuelle de 12 °C. Le cumul annuel moyen de précipitations est de 742 mm, avec 12,4 jours de précipitations en janvier et 7,1 jours en juillet. Pour la période 1991-2020, la température moyenne annuelle observée sur la station météorologique la plus proche, située sur la commune de Pontorson à 4 km à vol d'oiseau, est de 11,9 °C et le cumul annuel moyen de précipitations est de 821,3 mm,. Pour l'avenir, les paramètres climatiques de la commune estimés pour 2050 selon différents scénarios d'émission de gaz à effet de serre sont consultables sur un site dédié publié par Météo-France en novembre 2022.

## Urbanisme

### Typologie
Au 1er janvier 2024, Saint-Georges-de-Gréhaigne est catégorisée commune rurale à habitat dispersé, selon la nouvelle grille communale de densité à sept niveaux définie par l'Insee en 2022.
Elle est située hors unité urbaine et hors attraction des villes,.

### Occupation des sols
L'occupation des sols de la commune, telle qu'elle ressort de la base de données européenne d'occupation biophysique des sols Corine Land Cover (CLC), est marquée par l'importance des territoires agricoles (95,3 % en 2018), en diminution par rapport à 1990 (96,2 %). La répartition détaillée en 2018 est la suivante : 
terres arables (83 %), zones agricoles hétérogènes (12,3 %), zones urbanisées (4,4 %), zones humides intérieures (0,3 %). L'évolution de l'occupation des sols de la commune et de ses infrastructures peut être observée sur les différentes représentations cartographiques du territoire : la carte de Cassini (XVIIIe siècle), la carte d'état-major (1820-1866) et les cartes ou photos aériennes de l'IGN pour la période actuelle (1950 à aujourd'hui).

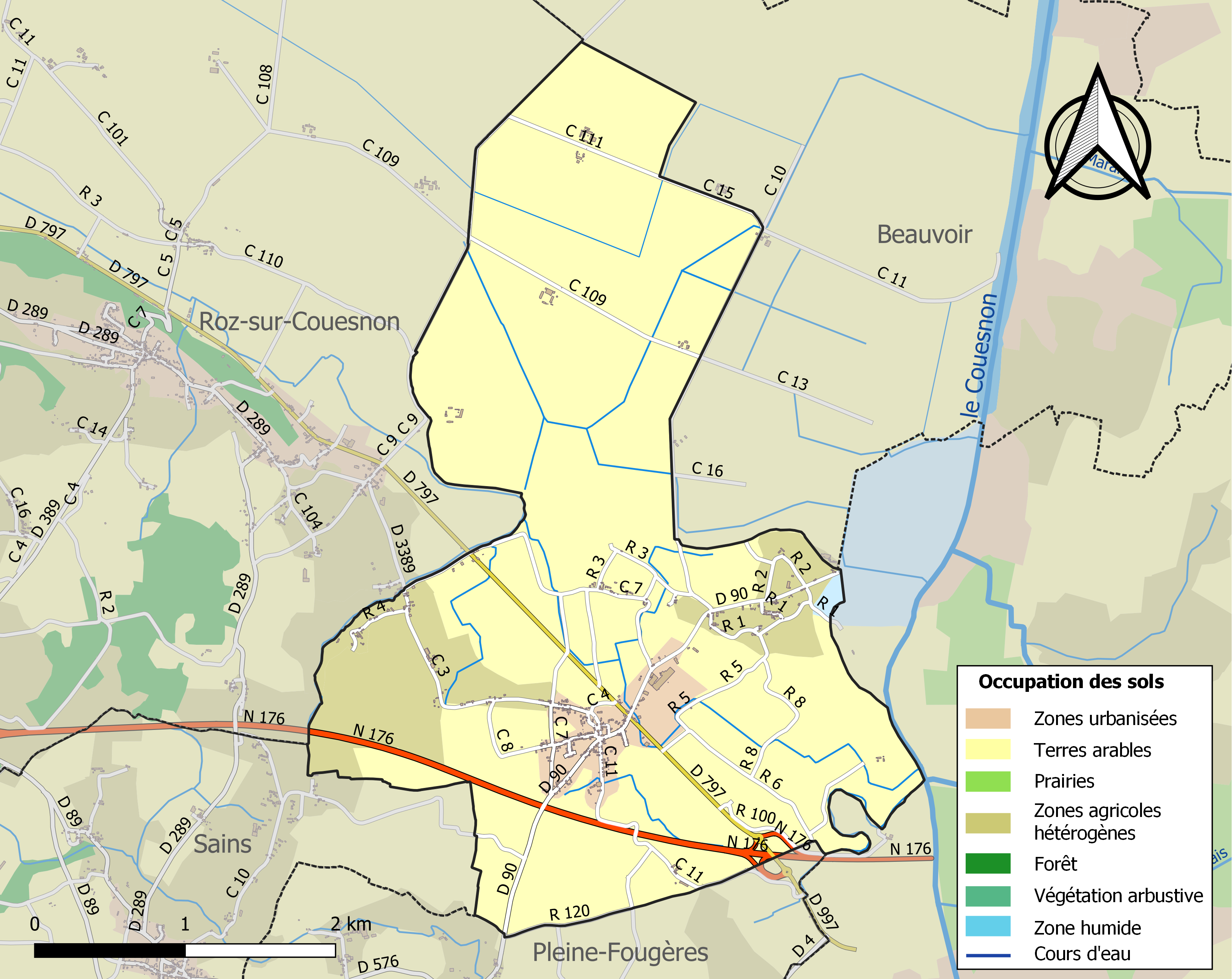
Carte des infrastructures et de l'occupation des sols de la commune en 2018 (CLC).

## Toponymie
Le nom de la localité est attesté sous les formes Sanctus Georgius de Vilers en 1040, Sanctus Georgius de Hyrhana en 1050, Sanctus Georgius de Grihania en 1140[réf. nécessaire].
Le toponyme semble issu du breton créen (« colline »). Le village est posé dans une plaine où domine un seul monticule triangulaire.
Le gentilé est Gréhaignois.

## Histoire
La paroisse de Saint-Georges-de-Gréhaigne faisait partie du doyenné de Dol relevant de l'évêché de Dol et était sous le vocable de saint Georges
Avant que les polders ne ferment progressivement l'accès à la mer, des bateaux pouvaient accoster au port du Pas au Bœuf. Un certain mouvement devait exister puisqu'un commis-greffier de l'amirauté de Saint-Malo y était en fonction[réf. nécessaire].

### Héraldique
| Blason | Blasonnement : De sinople au bourdon de pèlerin d'or, accosté des lettres capitales S et G du même. |

## Politique et administration

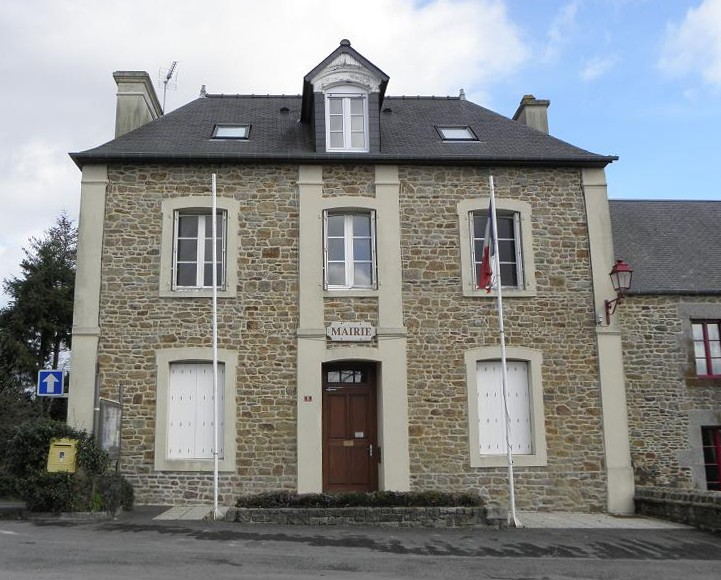
La mairie.

| Période                                  | Période                  | Identité                   | Étiquette | Qualité                                                                     |
| ---------------------------------------- | ------------------------ | -------------------------- | --------- | --------------------------------------------------------------------------- |
| 1890 [réf. nécessaire]                   | 1935                     | Louis Guyon (1857-1936)    |           | Cultivateur Chevalier de la Légion d'honneur, commandeur du Mérite agricole |
| Les données manquantes sont à compléter. |                          |                            |           |                                                                             |
| ?                                        | avril 1973 (décès)       | Jean Berthelot             |           |                                                                             |
| mai 1973                                 | mars 1983                | Édouard Briand (1908-2002) |           | Employé d'EDF-GDF retraité Réélu en 1977                                    |
| mars 1983                                | janvier 1999 (démission) | Félix Beaudor              |           | Cultivateur                                                                 |
| janvier 1999                             | août 2004 (décès)        | Joël Goron                 |           | Artisan électricien                                                         |
| septembre 2004                           | En cours                 | Jean-Pierre Héry           | DVD       | Exploitant agricole, ancien premier adjoint                                 |
| Les données manquantes sont à compléter. |                          |                            |           |                                                                             |

## Démographie
L'évolution du nombre d'habitants est connue à travers les recensements de la population effectués dans la commune depuis 1793. Pour les communes de moins de 10 000 habitants, une enquête de recensement portant sur toute la population est réalisée tous les cinq ans, les populations de référence des années intermédiaires étant quant à elles estimées par interpolation ou extrapolation. Pour la commune, le premier recensement exhaustif entrant dans le cadre du nouveau dispositif a été réalisé en 2008.
En 2022, la commune comptait 377 habitants, en évolution de +1,34 % par rapport à 2016 (Ille-et-Vilaine : +5,46 %, France hors Mayotte : +2,11 %).
| 1793 | 1800 | 1806 | 1821 | 1831 | 1836 | 1841 | 1846 | 1851 |
| ---- | ---- | ---- | ---- | ---- | ---- | ---- | ---- | ---- |
| 700  | 558  | 590  | 645  | 634  | 632  | 669  | 652  | 652  |

| 1856 | 1861 | 1866 | 1872 | 1876 | 1881 | 1886 | 1891 | 1896 |
| ---- | ---- | ---- | ---- | ---- | ---- | ---- | ---- | ---- |
| 580  | 585  | 578  | 579  | 660  | 717  | 716  | 708  | 692  |

| 1901 | 1906 | 1911 | 1921 | 1926 | 1931 | 1936 | 1946 | 1954 |
| ---- | ---- | ---- | ---- | ---- | ---- | ---- | ---- | ---- |
| 671  | 690  | 628  | 530  | 521  | 502  | 465  | 414  | 421  |

| 1962 | 1968 | 1975 | 1982 | 1990 | 1999 | 2006 | 2008 | 2013 |
| ---- | ---- | ---- | ---- | ---- | ---- | ---- | ---- | ---- |
| 429  | 377  | 357  | 348  | 386  | 380  | 359  | 353  | 375  |

| 2018 | 2022 | - | - | - | - | - | - | - |
| ---- | ---- | - | - | - | - | - | - | - |
| 367  | 377  | - | - | - | - | - | - | - |

## Lieux et monuments

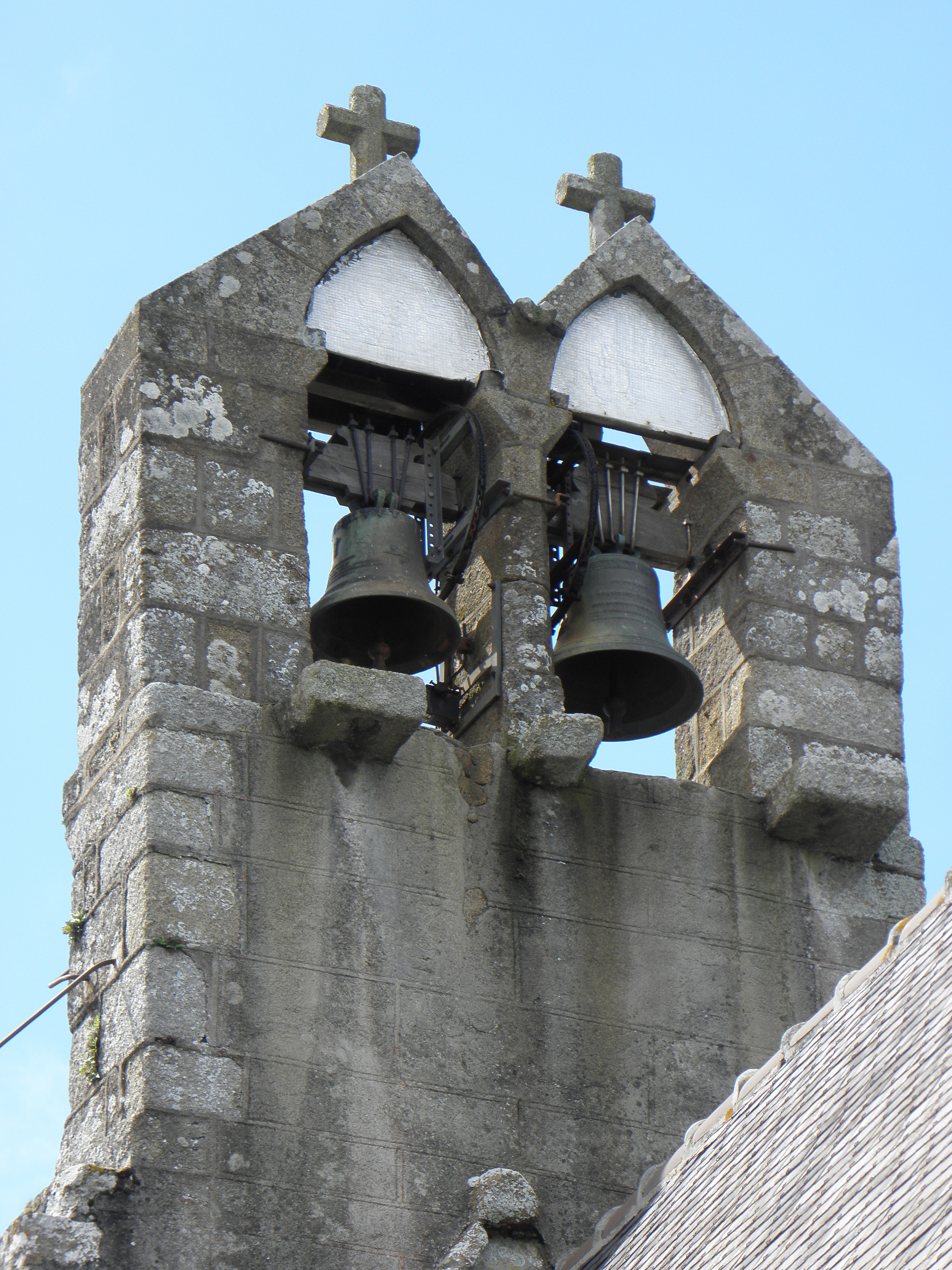
Le clocher-mur de l'église Saint-Georges.

- Église paroissiale Saint-Georges, ancienne église (prieuré-cure) fondée au XIe siècle par les moines de l'abbaye Saint-Georges de Rennes.